# Paul Dean
Paul Dean (Brisbane, 1966) es un clarinetista australiano. 

## Carrera
Dean se graduó de Queensland Conservatorium, donde recibió una medalla de excelencia, Dean ganó la competencia australiana de clarinete, la competencia de "Mattara National Concerto", la competencia del ensamble de cámara "Coleman" en Los Angeles (como miembro del quinteto "Movellan Wind").
Seguido se presenta con su hermano, el compositor australiano Brett Dean. 
Paul Dean es miembro del grupo "Southern Cross Soloists " con sede en Brisbane. Como solista, recitalista y músico de cámara, Paul Dean se ha presentado en Noruega, Inglaterra, Japón, EUA y Canadá.
Entre 1987 y el 2000, fue el clarinete principal con la Orquesta sinfónica de Queensland.
En el 2003, Dean fue solista de la Orquesta Sinfónica Adelaide y de la Orquesta de Queensland. Realizó un tour nacional con el Cuarteto de cuerdas australiano, y otro tour en Nueva Zelanda y EUA con la banda " Southern Cross Soloists" en el mismo año.
En el 2004 acudió como artista invitado al festival de Sídney y tocó con el Cuarteto australiano de cuerdas "Bridgewater Mill Series", realizó un tour nacional con el trío Macquarie y tocó en 50 conciertos por todo Australia con la banda "Southern Cross Soloists".
El periódico londinense The Sunday Times lo describió como "el excelente Paul Dean". Ha realizado tours por todo EUA, Asia, Europa y Nueva Zelanda. Su presentación con el Quinteto con clarinete, de Benjamin Frankel, en el Festival internacional "Clarinefest" en  Lubbock, Texas hizo que tuviera una gran ovación por parte del público. 
Actualmente, Dean invierte su tiempo y expresión artística como director artístico de "Southern Cross Soloists ", de SunWater & Stanwell de la escuela de música "Winter" y del festival de música Bangalow, así como hacer apariciones regulares en los festivales en toda Australia.
En el 2007 fue director artístico del Festival de música internacional "Bonyi" en Brisbane. En el 2011 fue director artístico del  festival de música juvenil internacional dedicado a la educación musical.
En el 2010, Paul Dean fue nombrado director artístico de la Academia Nacional Australiana de Música en Melbourne , sucediendo a su hermano Brett Dean en ese puesto.

## Discografía selecta
- 1990 – From Fire by Fire, Queensland Wind Soloists[6]
- 1996 – Frankel: Chamber Works, Queensland Symphony Chamber players
- 2009 – Sublime Mozart: Works for Clarinet (Concierto de clarinete, K. 622; Quinteto con clarinete, K. 581). Grainger Quartet, Queensland Orchestra, Guillaume Tourniaire (dir.).[7]